# Хорошун Сергій Григорович
Сергі́й Григо́рович Хорошу́н (27 березня 1970 — 29 травня 2016) — старший солдат Збройних сил України, учасник російсько-української війни.

## Життєпис
Народився 1970 року в селі Лошкарівка (Нікопольський район). Проживав у місті Енергодар, працював у міліції старшим оперуповноваженим карного розшуку Кам'янсько-Дніпровського РВ ГУМВС. У грудні 2010 року звільнився у званні майора міліції, перейшов на роботу до РДА.
У лавах ЗСУ з 27 лютого 2016 року — пішов добровольцем, підписавши контракт. Після 3 місяців навчання направлений до 56-ї окремої мотопіхотної бригади, старший солдат, розвідник-радіотелефоніст.
29 травня 2016 року в секторі «Маріуполь», в районі Павлопіль — Гнутове діяла розвідгрупа ЗСУ. Коли група для виконання завдання виходила на позицію, потрапила під мінометний обстріл терористів. Три бійці загинули — Сергій Хорошун, старший солдат Денис Богданов та солдат Олександр Шапошник, ще один вояк зазнав важкого поранення.
1 вересня 2016 року із захисниками попрощалися у Маріуполі. Похований у місті Кам'янка-Дніпровська.

## Нагороди та вшанування
- указом Президента України № 310/2016 від 23 липня 2016 року «за особисту мужність і високий професіоналізм, виявлені у захисті державного суверенітету та територіальної цілісності України, вірність військовій присязі» — нагороджений орденом «За мужність» III ступеня (посмертно)[1].
- орденом «За заслуги перед Запорізьким краєм» ІІІ ступеня, посмертно (розпорядження голови Запорізької обласної ради від 27.11.2017 № 514-н)[2].